# Billaea pectinata
Billaea pectinata är en tvåvingeart som först beskrevs av Johann Wilhelm Meigen 1826.  Billaea pectinata ingår i släktet Billaea och familjen parasitflugor. Inga underarter finns listade i Catalogue of Life.